# 佐々木邦彦
佐々木 邦彦（ささき くにひこ、1908年12月20日 - 1994年7月20日）は、日本の経営者。富士銀行頭取、会長を務めた。広島県出身。

## 経歴・人物
1932年に東京帝国大学経済学部を卒業し、同年に安田銀行(のちの富士銀行)に入行した。1954年に取締役に就任し、1957年4月に常務、1963年5月に副頭取を経て、1971年5月に頭取に就任した。1975年5月に会長に就任し、1981年6月から相談役を務めた。
全国銀行協会連合会会長、経団連常任理事、日経連顧問なども歴任した。
1973年10月に藍綬褒章を受章し、1979年11月に勲一等瑞宝章を受章した。
1994年7月20日腎不全のために死去。85歳没。